# توماس رادستروم
توماس رادستروم (بالسويدية: Thomas Rådström) مواليد 22 يناير 1966 في أوميو، هو سائق راليات سويدي بدأ مسيرته في سنة 1989. كان أول رالي له هو رالي السويد 1989. تنافس في بطولة العالم للراليات. صعد على المنصة 4 مرات خلال مسيرته.

## فرق مثلها
- تويوتا
- شركة فورد
- ميتسوبيشي
- سيتروين

## روابط خارجية
- توماس رادستروم على موقع Rallye-info.com (الإنجليزية)
- توماس رادستروم على موقع eWRC-results.com (الإنجليزية)